# Belagerung von Philippsburg (1734)
Kehl
– Pizzighettone
– Danzig
– Bitonto
– Trarbach
– Bari
– Colorno
– Parma
– Philippsburg
– Quistello
– Guastalla
– Gaeta
– Capua
– Messina
– Siracusa
– Klausen
– Trapani
Die Belagerung von Philippsburg wurde von französischen Truppen in der Zeit vom 2. Juni bis zum 18. Juli 1734 durchgeführt. Sie war Teil des Polnischen Thronfolgekrieges.
Der Duc de Berwick zog mit einer Armee von 100.000 Mann das Rheintal flussaufwärts, um die Festung Philippsburg den Österreichern wegzunehmen. Am 1. Juni 1734 wurde die Festung von 60.000 Mann eingeschlossen. Einer 35.000 Mann starken Entsatzarmee, kommandiert von dem schon 71-jährigen Prinzen Eugen von Savoyen – begleitet von dem preußischen Kronprinzen Friedrich – gelang es nicht, den Belagerungsring aufzubrechen. Am 12. Juni wurde der Maréchal de Berwick bei der Inspektion eines Grabens von einer Kanonenkugel getötet.
Die Befehlsgewalt über die Operation ging an die Generäle Bidal d’Asfeld und Adrien-Maurice de Noailles über. Einen Monat später ergab sich die Festung und die Garnison erhielt ehrenvollen Abzug nach Mainz.
Nach dem Bekanntwerden der Verdienste in diesem Feldzug wurde der General Claude François Bidal d’Asfeld zum Marschall von Frankreich befördert. Ebenso erhielt der Kommandeur der Festung Philippsburg, Gottfried Ernst von Wuttgenau, für sein ehrenvolles Verhalten während der Belagerung seine Beförderung zum Feldmarschall-Lieutenant.

## Hintergrund
Nach dem Tod des polnischen Königs August II. am 1. Februar 1733 wurde der Thron von seinem Sohn, dem späteren August III. und dem vormaligen König Stanislaus I. Leszczyński, dem Schwiegervater von Ludwig XV., beansprucht.
Im Herbst 1733 überquerte eine französische Armee den Rhein, belagerte und eroberte die Festung Kehl gegenüber von Straßburg. Danach zogen sich die Franzosen mit ihrer Hauptmacht wieder über den Rhein zurück und gingen im Dezember in die Winterquartiere. Während des Winters fing der Prinz Eugen an, bei Heilbronn eine Armee zum Gegenangriff aufzustellen. Allerdings war diese Armee den 70.000 Mann der Franzosen zahlenmäßig doch stark unterlegen. Der Freiherr Gottfried Ernst von Wuttgenau bekam von dem Prinzen Eugen im Dezember 1733 das Kommando über die Festung Philippsburg übertragen.
Die Festung befand sich in einem vernachlässigten Zustand, die Gräben waren teilweise an extrem gefährdeten Stellen zugeschüttet worden oder eingefallen. Wuttgenau setzte bei der Übernahme des Kommandos Prioritäten im Bezug auf den Zustand der Gräben und beauftragte seinen Ingenieur Gerhard Cornelius von Walrave mit der Instandsetzung insbesondere des östlichen Abschnittes. Gegen diesen waren in der Vergangenheit stets die Angriffe gerichtet gewesen. Im Frühjahr waren die Arbeiten fast vollendet, allerdings war die Garnison nur unzureichend mit Munition ausgestattet. Als Festungsbesatzung waren vorhanden:
- das Fränkische Kreis-Infanterieregiment Nr. 1 – Johann Sebastian Haller von Hallerstein
- das Fränkische Kreis-Infanterieregiment Nr. 2 – Heinrich Philipp Höltzl von Stermstein
- das Fränkische Kreis-Infanterieregiment Nr. 3 – Hellmuth Otto von Bassewitz
- ein Bataillon des Regiments Walsegg
- je eine Kompanie aus den Regimentern „Württemberg“, „Maximilian Hessen“, „Müffling“, „Ketteler“, „Sachsen-Gotha“, „Wolfenbüttel“ und „Bevern“.

Dazu kamen noch kleinere Detachements an Artillerie und Pionieren.

## Die Belagerung

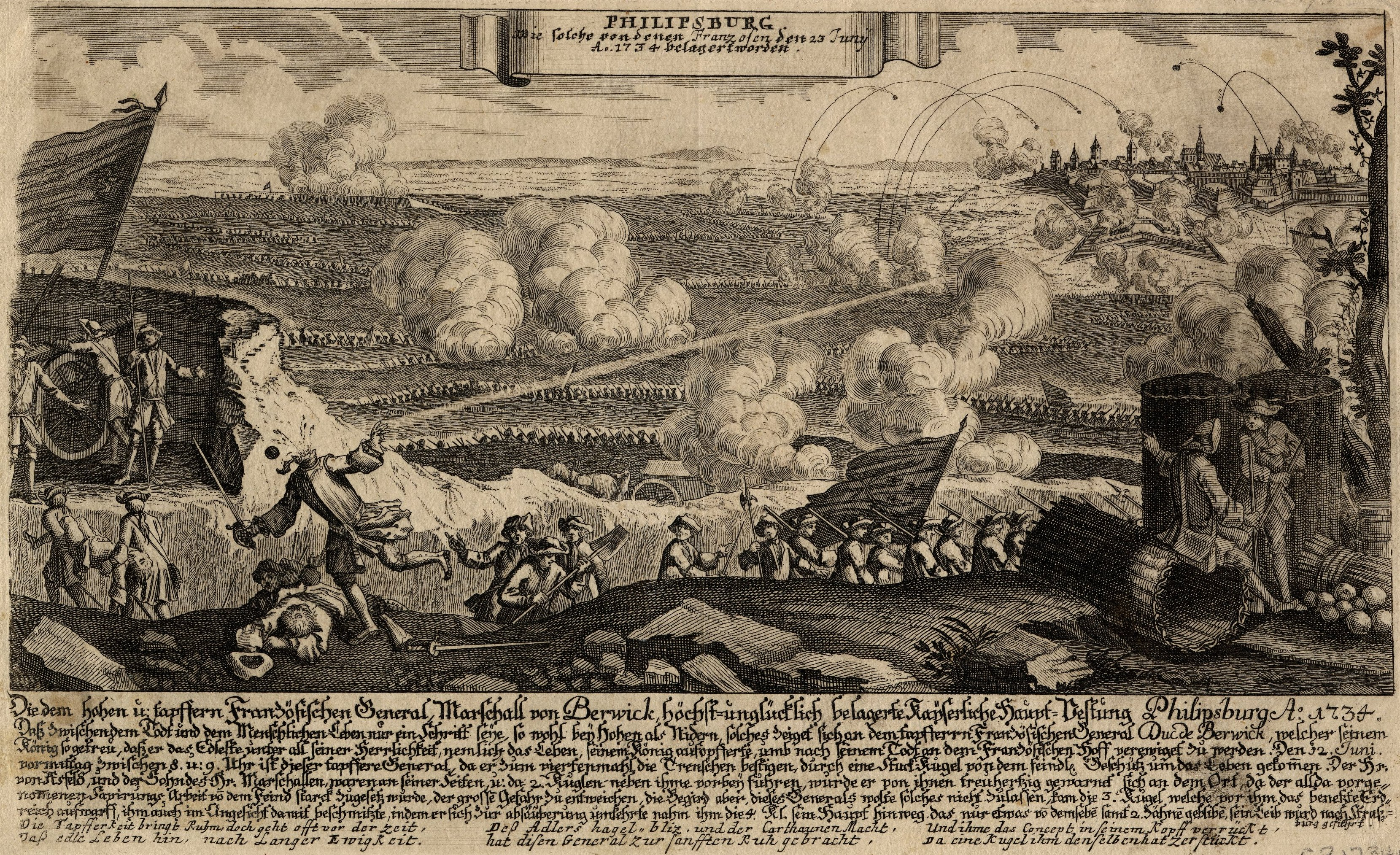
Blick auf die Belagerung und den Tod des Maréchal de Berwick (Unbekannter Zeichner).

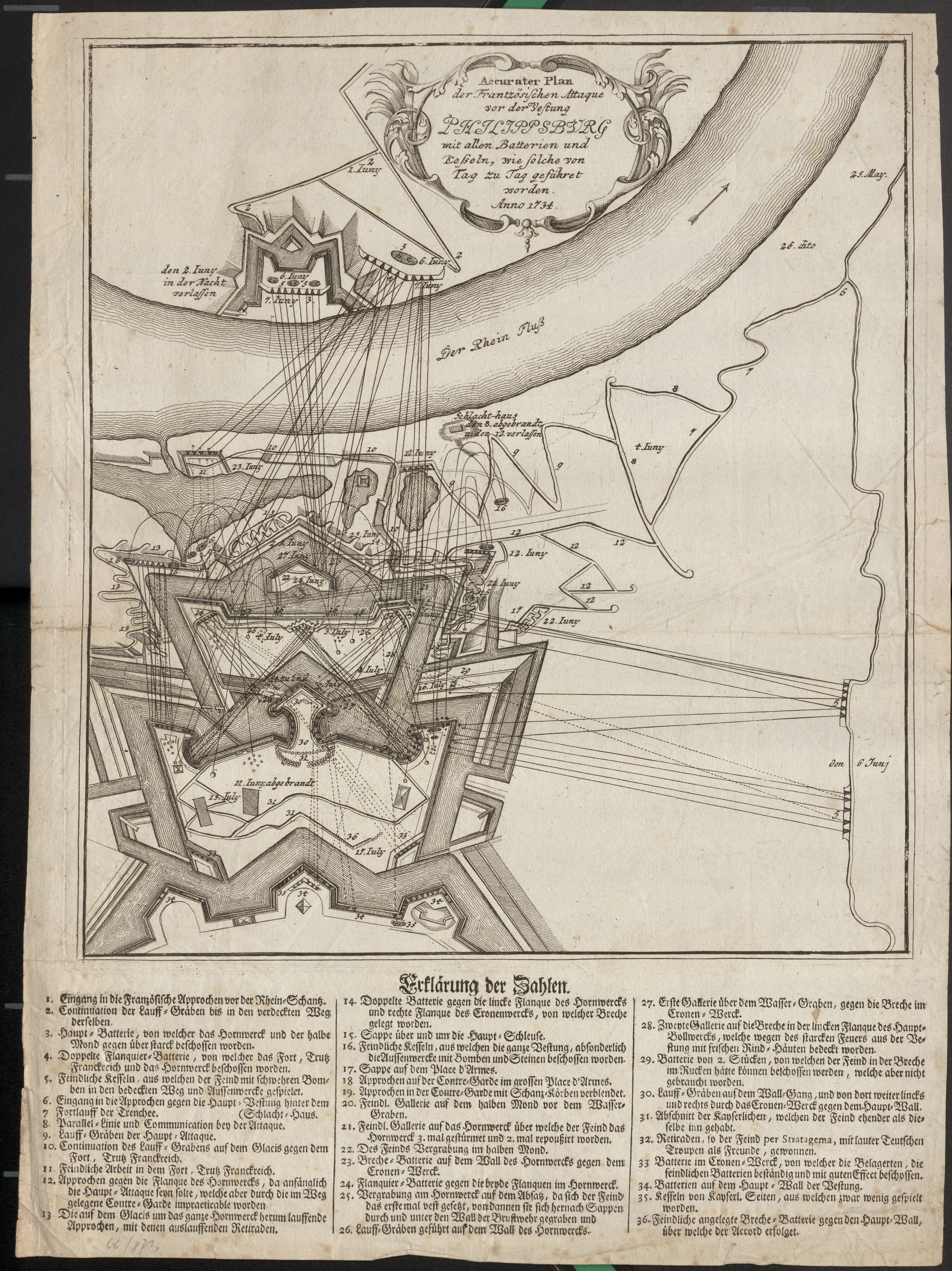
Darstellung der Flugbahnen der Geschosse 1734

Ende Mai hatten die Franzosen den Belagerungsring um Philippsburg geschlossen. Es waren insgesamt 46 Bataillone beteiligt, davon 14 auf dem linken Rheinufer, um jeglichen Nachschub abzuschneiden. Die Hälfte der auf dem rechten Rheinufer versammelten Truppen wurde zur Belagerung eingesetzt, während die andere Hälfte einen Befreiungsversuch durch eine Entsatzarmee abzuwehren hatte. Am 26. Mai begannen die französischen Sappeure die äußeren Gräben zuzuschütten. Die Vorbereitungen gingen ohne Störungen voran, bis am 12. Juni der Befehlshaber, der Maréchal de Berwick bei der Inspektion eines der vorderen Gräben von einer Kanonenkugel getötet wurde. Das Kommando übernahm daraufhin der General Claude François Bidal d’Asfeld. Am 19. Juni hatte der Prinz Eugen auf Befehl des Kaisers sich mit seiner Entsatzarmee versammelt und erreichte am 27. Juni Bruchsal.
Der Général d’Asfeld ordnete daraufhin den Bau von zwei Pontonbrücken an, um seiner, auf dem linken Rheinufer sich befindlichen Kavallerie das Übersetzen zu ermöglichen und so gegen das Entsatzheer eingesetzt werden zu können. Außerdem bezog er die Kavallerie in den Belagerungsring ein, der inzwischen mit Erdwällen und davorliegenden Gräben nach außen abgesichert worden war. Mit den starken Regenfällen ab dem 5. Juli verschlechterte sich die Situation für die Franzosen, da sich die Gräben und Minengänge mit Wasser füllten. Inzwischen war der Prinz Eugen mit seiner Armee bis an die äußeren Feldverschanzungen der Franzosen herangerückt. Trotz der Schwierigkeiten, in denen diese steckten, gelang es ihm nicht, das zu seinen Gunsten auszunutzen. Nach einigen ergebnislosen Angriffen gegen den Belagerungsring zog er sich zurück.
Am 17. Juli gelang es den Franzosen, eine Bresche in die Wälle zu schlagen und bis zur Zitadelle vorzudringen. Wuttgenau, der nicht mehr an einen Entsatz glaubte, bot dem Général d’Asfeld am Morgen des 18. Juli die Kapitulation an.

## Verluste
Die französischen Verluste sind nicht bekannt, es gibt Quellen, die von bis zu 30.000 Mann an Gefallenen und Verwundeten sprechen.